# Charmbracelet
Charmbracelet (englisch für Bettelarmband) ist das neunte Studioalbum der US-amerikanischen Sängerin Mariah Carey, das im Dezember 2002 erschien.

## Entstehung und Veröffentlichung
Die Erstveröffentlichung von Charmbracelet erfolgte am 2. Dezember 2002 bei MonarC Island. Das Album erschien in seiner Originalausführung als CD mit 15 Titeln (Katalognummer: 063 384-2). Am 24. März 2003 erschien eine „Special Edition“ mit den Bonustiteln I Know What You Want und Miss You (Katalognummer: 077 319-2). Im Juni desgleichen Jahres erschien in Japan eine sogenannte „Tour Edition“ mit Bonus-EP (Katalognummer: UICL-9011).
Mit Ausnahme von Bringin’ on the Heartbreak, einem Cover von Def Leppard, wurden alle Lieder von der Interpretin selbst, zusammen mit wechselnden Koautoren geschrieben. Die Produktion erfolgte ebenfalls in Teilen von Carey, die acht Lieder selbst produzierte. Des Weiteren waren Dr. Dre & Vidal (2 Titel), Jimmy Jam und Terry Lewis (2 Lieder) und Justin Smith (2 Lieder) an der Produktion beteiligt.
Um das Album zu bewerben, wurde das MTV-Special Shining Through the Rain gedreht und Carey ging auf Charmbracelet World Tour: An Intimate Evening with Mariah Carey, ihre bis dato längste Konzertreihe.

## Titelliste
1. Through The Rain 4:40
2. Boy (I Need You) (feat. Cam’ron) 5:09
3. The One 4:03
4. Yours 5:06
5. You Got Me (feat. Jay-Z und Freeway) 4:20
6. I Only Wanted 3:35
7. Clown 3:20
8. My Saving Grace 4:08
9. You Had Your Chance 4:19
10. Lullaby 4:55
11. Irresistible (Westside Connection) 4:22
12. Subtle Invitation 4:19
13. Bringin’ on the Heartbreak 4:31
14. Sunflowers for Alfred Roy 2:56 (Anm.: gewidmet ihrem Vater Alfred Roy Carey)
15. Through the Rain (Remix) (feat. Kelly Price ja Joe) 3:34

### Bonustitel
1. Miss You (feat. Jadakiss) 5:09
2. I Know What You Want (feat. Busta Rhymes & Flipmode Squad) 4:44

### Titel der Bonus-CD
1. There Goes My Heart 4:11
2. I Know What You Want (feat. Busta Rhymes & Flipmode Squad) 4:44
3. Got a Thing 4 You (feat. Da Brat & Elephant Man) 5:02
4. The One (feat. Bone Crusher) 4:38
5. Through the Rain (Musikvideo)
6. Boy (I Need You) (Musikvideo)

## Singleauskopplungen
| Jahr | Titel                      | Höchstplatzierung, Gesamtwochen, AuszeichnungChartplatzierungen (Jahr, Titel, , Platzierungen, Wochen, Auszeichnungen, Anmerkungen) | Höchstplatzierung, Gesamtwochen, AuszeichnungChartplatzierungen (Jahr, Titel, , Platzierungen, Wochen, Auszeichnungen, Anmerkungen) | Höchstplatzierung, Gesamtwochen, AuszeichnungChartplatzierungen (Jahr, Titel, , Platzierungen, Wochen, Auszeichnungen, Anmerkungen) | Höchstplatzierung, Gesamtwochen, AuszeichnungChartplatzierungen (Jahr, Titel, , Platzierungen, Wochen, Auszeichnungen, Anmerkungen) | Höchstplatzierung, Gesamtwochen, AuszeichnungChartplatzierungen (Jahr, Titel, , Platzierungen, Wochen, Auszeichnungen, Anmerkungen) | Höchstplatzierung, Gesamtwochen, AuszeichnungChartplatzierungen (Jahr, Titel, , Platzierungen, Wochen, Auszeichnungen, Anmerkungen) | Anmerkungen                                                            |
| Jahr | Titel                      | DE | AT | CH | UK | US | R&B | Anmerkungen                                                            |
| ---- | -------------------------- | --- | --- | --- | --- | --- | --- | ---------------------------------------------------------------------- |
| 2002 | Through the Rain           | DE36 (9 Wo.)DE | AT45 (11 Wo.)AT | CH7 (16 Wo.)CH | UK8 (8 Wo.)UK | US81 (9 Wo.)US | R&B69 (7 Wo.)R&B | Erstveröffentlichung: 17. Oktober 2002                                 |
| 2003 | Boy (I Need You)           | DE73 (3 Wo.)DE | — | CH78 (7 Wo.)CH | UK17 (7 Wo.)UK | — | R&B68 (8 Wo.)R&B | Erstveröffentlichung: 24. März 2003 feat. Cam’ron                      |
| 2003 | I Know What You Want       | DE9 (12 Wo.)DE | AT40 (15 Wo.)AT | CH5 (23 Wo.)CH | UK3 Gold · (18 Wo.)UK | US3 Platin · (24 Wo.)US | R&B2 (29 Wo.)R&B | Erstveröffentlichung: 13. Mai 2003 feat. Flipmode Squad & Busta Rhymes |
| 2003 | Bringin’ on the Heartbreak | — | AT55 (1 Wo.)AT | CH28 (8 Wo.)CH | — | — | — | Erstveröffentlichung: 25. November 2003                                |

## Rezensionen
Stephen Thomas Erlewine von AllMusic schrieb, es gebe ein Problem mit Careys Stimme, die auf dem Album dünn und müde klinge. Zudem sei die Produktion schwach und die Songs formlos. Er gab dem Album zwei von fünf Sternen.
Tom Sinclair von Entertainment Weekly gab dem Album die Note C und schrieb, es gebe einige wenige reizvolle Momente, aber zu viel des Materials auf dem Album sei im Dreck auf dem Mittelstreifen der Straße steckengeblieben.

## Kommerzieller Erfolg

### Chartplatzierungen
Charmbracelet avancierte zum Top-10-Erfolg in den Vereinigten Staaten (Rang 3), wo es sich nur Tim McGraw and the Dancehall Doctors (Tim McGraw) und dem Spitzenreiter Up! (Shania Twain) geschlagen geben musste, und der Schweiz (Rang 9).
| ChartsChartplatzierungen       | Höchstplatzierung | Wochen |
| ------------------------------ | ----------------- | ------ |
| Deutschland (GfK)              | 32 (5 Wo.)        | 5      |
| Österreich (Ö3)                | 34 (7 Wo.)        | 7      |
| Schweiz (IFPI)                 | 9 (10 Wo.)        | 10     |
| Vereinigte Staaten (Billboard) | 3 (22 Wo.)        | 22     |
| Vereinigtes Königreich (OCC)   | 52 (5 Wo.)        | 5      |

| ChartsJahrescharts (2003)      | Platzierung |
| ------------------------------ | ----------- |
| Vereinigte Staaten (Billboard) | 61          |

### Auszeichnungen für Musikverkäufe
Das Album verkaufte sich weltweit über fünf Millionen Mal, davon sind 1,7 Millionen Einheiten mit Schallplattenauszeichnungen belegt. Es verkaufte sich alleine in den Vereinigten Staaten über 1,1 Millionen Mal, davon 240.000 Mal in der ersten Verkaufswoche, wofür es eine Platin-Schallplatte erhielt.
| Land/Region                  | Auszeichnungen für Musikverkäufe (Land/Region, Auszeichnung, Verkäufe) | Verkäufe  |
| ---------------------------- | ---------------------------------------------------------------------- | --------- |
| Brasilien (PMB)              | Gold                                                                   | 50.000    |
| Frankreich (SNEP)            | Gold                                                                   | 100.000   |
| Japan (RIAJ)                 | Platin                                                                 | 200.000   |
| Kanada (MC)                  | Gold                                                                   | 50.000    |
| Schweiz (IFPI)               | Gold                                                                   | 20.000    |
| Spanien (Promusicae)         | Gold                                                                   | 50.000    |
| Vereinigte Staaten (RIAA)    | Platin                                                                 | 1.170.000 |
| Vereinigtes Königreich (BPI) | Gold                                                                   | 100.000   |
| Insgesamt                    | 6× Gold · 2× Platin ·                                                  | 1.750.000 |

Hauptartikel: Mariah Carey/Auszeichnungen für Musikverkäufe